# Karthaladrongo
Karthaladrongo (Dicrurus fuscipennis) är en fågel i familjen drongor inom ordningen tättingar.

## Utseende och läten
Karthaladrongon är en starstor (24 cm), mörk fågel med en lång och kluven stjärt. Mattbruna handpennor och stjärt kontrasterar med den i övrigt helsvarta och något blåglansiga fjäderdräkten. I flykten reflekterar handpennornas undersida solljuset, vilket ger det felaktiga intrycket av ljusa vingfläckar. Bland lätena hörs gnissliga och vassa klickljud typiska för drongor men även ett mjukare "wit wit".

## Utbredning och systematik
Fågeln förekommer på ön Grande Comore i ögruppen Komorerna i västra Indiska oceanen.

## Status
IUCN kategoriserar arten som starkt hotad.